# بنشكلة (قسطلونة)
حصن بَنِشْكُلَة أو بني شكلة (بالإسبانية: Peñíscola)‏، هي إحدى بلديات مقاطعة كاستيلون التي تقع في منطقة بلنسية، في شرق إسبانيا.
(*) الإدريسي (د): 181، والبكري: 82، وبروفنسال: 56، والترجمة: 71 (Peñíscola) وهي قرية صغيرة على جزيرة صغيرة تتصل بالبر بلسان من الرمل، في مقاطعة قشتليون دي لا بلانا.
يبلغ عدد سكانها 6.432 نسمة وفقاً لإحصائية سنة (2006).

## أعلام
- رامون غوزمان
- ابن مردنيش